# Trávnica
Trávnica é um município da Eslováquia, situado no distrito de Nové Zámky, na região de Nitra. Tem 21,15 km² de área e sua população em 2018 foi estimada em 1.043 habitantes.

## Demografia
| Ano:        | 1994 | 2004   | 2014   | 2024   |
| ----------- | ---- | ------ | ------ | ------ |
| Broj ljudi: | 1326 | 1195   | 1091   | 1041   |
| Razlika:    |      | -9,87% | -8,70% | -4,58% |

| Ano:               | 2023 | 2024   |
| ------------------ | ---- | ------ |
| Número de pessoas: | 1035 | 1041   |
| Diferença:         |      | +0,57% |